# Oude steden van Djenné
Oude steden van Djenné  (Frans: Villes anciennes de Djenné), 48,50 hectare groot en gelegen in de regio Mopti in Mali, is sinds 1988 erkend cultureel werelderfgoed. Het erfgoed bestaat uit vier archeologische locaties en een historisch stadsdeel:
- Nr 116-001 Djenné-Djeno, een archeologische locatie (Coördinaten N13 54 W5 25)
- Nr 116-002 Kaniana, een archeologische locatie (Coördinaten N13 54 W4 34)
- Nr 116-003 Tonomba, een archeologische locatie (Coördinaten N13 54 W4 32)
- Nr 116-004 Djenné, het historische deel van het huidige Djenné (Coördinaten N13 54 W4 33) met o.a. de Grote moskee van Djenné
- Nr 116-005 Hambarkétolo, een archeologische locatie (Coördinaten N13 53 W4 32).

Klif van Bandiagara · Oude steden van Djenné · Timboektoe · Tombe van Askia